# П'єтро Андреа Маттіолі

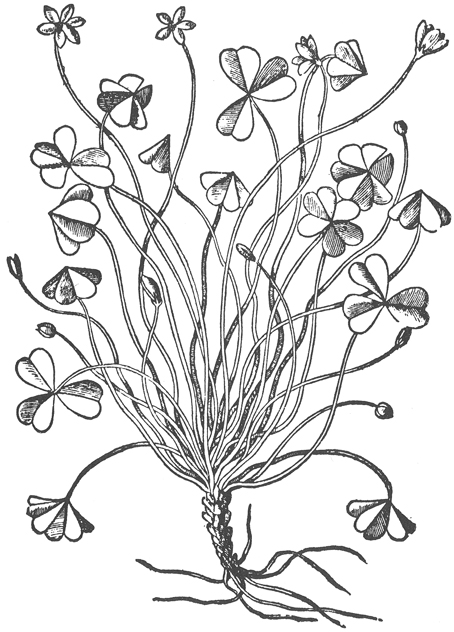
Trifolium acetosum. Ботанічна ілюстрація з книги Маттіолі Commentarii… (1565). Гравюра на дереві

П'єтро Андреа Грегоріо Маттіолі (італ. Pietro Andrea Gregorio Mattioli, 23 березня 1501–1577) — італійський ботанік та лікар, іменем якого названий рід квіткових рослин Matthiola.

## Ім'я
У різних джерелах зустрічаються різні форми запису імені Маттіолі:
- італ. Pier Andrea Gregorio Mattioli[2],
- італ. Pietro Andrea Mattioli[3],
- італ. Pietro Andrea Matthioli[3],
- лат. Petrus Andreas Matthiolus[2][3].

## Біографія
П'єтро Андреа Грегоріо Маттіолі народився у місті Сієна 23 березня 1501 року, за іншими джерелами, у 1500 році.
Вивчав медицину у Падуї. Після закінчення медичної школи отримав лікарську практику у своєму рідному місті, згодом переїхав у Рим, потім у Тренто та, нарешті, у Горіцію (північно-східна Італія). У 1555 Маттіолі був призначений особистим лікарем ерцгерцога Фердинанда II, сина тодішнього імператора Священної Римської імперії Фердинанда I з династії Габсбургів. Коли Фердинанд I помер у 1564 році, Маттіолі був призначений придворним лікарем імператора Максиміліана II. Останні роки життя Маттіолі провів у Тренто.
Він написав працю Morbi Gallici curandi ratio exquisitissima: a variis, iisdemque peritissimis medicis conscripta / nempe Petro Andrea Mattheolo, Joanne Almenar, Nicolao Massa, Nicolao Poll, Benedicto de Victoriis, яка була опублікована у Базелі у 1536 році.
Основна праця Маттіолі — Di Pedacio Dioscoride Anazarbeo libri cinque della historia, & materia medicinale — критичний аналіз творів грецького лікаря I століття н. е. Діоскорида. В аналіз цієї праці Діоскорида Маттіолі включив багато власних спостережень, що стосуються флори Альп, особливо їх південної частини, у тому числі невивчених раніше рослин, зокрема, малюнки і описи таких рослин, як тирлич жовтий (Gentiana lutea), тирлич пурпуровий (Gentiana purpurea), цикламен альпійський (Cyclamen alpinum), орхідея нігрітелла чорна (Nigritella nigra), а також широко відома сьогодні білотка альпійська (Leontopodium alpinum). Вчений розмістив у роботі також результати своїх спостережень про появу у різних районах Альп ялини, ялиці та модрини. Перше видання «Anazarbeo…» — італійською мовою — вийшло у 1544 році ще без ілюстрацій. У наступні роки з'явилася низка видань, що містили численні малюнки описуваних рослин. Пізніше з'явилися переклади книги німецькою, французькою та чеською мовами. Останнє видання вийшло у 1744 році — до двохсотлітнього ювілею першого видання. Однак найбільш важливим виданням «Коментарів» був переклад на латинську мову, що з'явився у 1571 році. Маттіолі включив до нього — відповідно до пануючих тоді звичаїв — роботу аптекаря та натураліста з Верони Франческо Кальцоларьеджо «Viaggio del Monte Baldo». Цей опис флори гірського масиву Монте Бальдо на східному березі озера Гарда дало поштовх розвитку ботаніки усієї тодішньої Італії.
Маттіолі вів жваве листування з іншими дослідниками, описуючи отримані від них екземпляри рідкісних рослин.
У 1586 році була опублікована його робота De plantis epitome utilissima Petri Andreae Matthioli: novis Iconibus et Descriptionibus pluribus nunc primum diligenter aucta.
П'єтро Андреа Грегоріо Маттіолі помер у місті Тренто у 1577 році від чуми.

## Публікації
- Morbi Gallici nouum ac vtilissimum opusculum quo vera et omnimoda eius cura percipi potest P. Andrea Mattheolo Senensi doctore praestantiss. auctore (per haeredes Hieronymi de Benedictis calcographi, Bologna 1533).
- Morbi Gallici curandi ratio exquisitissima: a variis, iisdemque peritissimis medicis conscripta / nempe Petro Andrea Mattheolo, Joanne Almenar, Nicolao Massa, Nicolao Poll, Benedicto de Victoriis. — Basel: Bebel, 1536[6].
- Il Magno palazzo del cardinale di Trento, descritto in ottavarima (Francesco Marcolini da Forli, Venedig 1539); Faksimileausgabe mit einem Begleitband von Aldo Bertoluzza, Manfrini, Calliano (Trento) 1984, ISBN 88-7024-237-4.
- Di Pedacio Dioscoride Anazarbeo libri cinque della historia, & materia medicinale tradotti in lingua volgare italiana da M. Pietro Andrea Matthiolo Sanese medico. Con amplissimi discorsi, et comenti, et dottissime annotationi, et censure del medesimo interprete… (Niccolo Bascarini, Venedig 1544).
- Il Dioscoride dell'eccellente dottor medico M. P. Andrea Matthioli da Siena; co i suoi discorsi, da esso la seconda uolta illustrati, & diligentemente ampliati: con l'aggiunta del sesto libro de i rimedi di tutti i ueleni da lui nuouamente tradotto, & con dottissimi discorsi per tutto commentato… (Vincenzo Valgrisi, Venedig 1548).
- Il Dioscoride dell'eccellente dottor medico m. P. Andrea Matthioli da Siena con li suoi discorsi da esso la terza uolta illustrati et copiosamente ampliati. Co'l sesto libro de gli antidoti contra a tutti i ueleni da lui tradotto, & con dottissimi discorsi per tutto commentato… (Vincenzo Valgrisi, Venedig 1550; Neausg. 1551).
- Petri Andreae Matthioli medici Senensis Commentarii, in libros sex Pedacii Dioscoridis Anazarbei de medica materia. Adiectis quam plurimis plantarum & animalium imaginibus, eodem authore (Vincenzo Valgrisi, Venedig 1554; im gleichen Jahr auch in Lyon).
- Ptolemeo la geografia di Claudio Ptolemeo alessandrino, con alcuni comenti & aggiunte fatteui da Sebastiano Munstero alamanno, con le tauole non solamente antiche & moderne solite di stamparsi, ma altre nuoue aggiunteui di messer Iacopo Gastaldo piamontese cosmographo, ridotta in uolgare italiano da m. Pietro Andrea Mattiolo senese medico eccellentissimo con l'aggiunta d'infiniti nomi moderni, … fatta con grandissima diligenza da esso meser Iacopo Gastaldo, il che in nissun altro Ptolemeo si ritroua… (Von Nicolo Bascarini für Battista Pedrezano, Venedig 1547/1548).
- Le solenni pompe, i superbi, et gloriosi apparati, i trionfi, i fuochi, et gli altri splendidi, & diletteuoli spettacoli, fatti alla venuta dell'inuittissimo imperadore Ferdinando primo, dal sereniss. suo figliuolo l'arciduca Ferdinando, nella real citta'di Praga l'ottauo giorno di nouembre, 1558… (Georg Melantrich von Aventin, Prag 1559).
- Opusculum de simplicium, medicamentorum facultatibus secundum locos, & genera. Accesserunt quoque praefationes quaedem huic opusculo ad modum necessariae… (Valgrisi, Venedig 1569).
- De plantis epitome utilissima Petri Andreae Matthioli: novis Iconibus et Descriptionibus pluribus nunc primum diligenter aucta. — Francofurti ad Moenum, 1586[7].

## Почесті
Шарль Плюм'є назвав на його честь рід рослин Matthiola родини капустяних.